# Plastik (Album)
Plastik ist das sechste Studioalbum der deutschen Rockband Oomph! aus dem Jahr 1999.

## Entstehung
Dero hatte drei Jahre zuvor begonnen, klassischen Gesangsunterricht zu nehmen, wodurch er sein Gesangsspektrum erweitern konnte, was wiederum die musikalischen Ausdrucksmöglichkeiten von Oomph! erweiterte. Zur bisherigen nur durch Instrumentalstücke kontrastierten puren Wut, wie Flux es im Sonic Seducer ausdrückte, kamen neue Facetten der Emotionalität. In der Zillo ergänzte er, dass Entwicklung „ein Merkmal der Kunst und der Musik“ sei und man nicht versuche, das, was auf dem Vorgängeralbum funktioniert habe und vielleicht auch erfolgreich gewesen sei, zu wiederholen. Hauptanliegen der Band blieb dagegen auch bei Plastik, auf Missstände aufmerksam zu machen. Der Titel wurde gewählt, weil er in vielfacher Weise auf unsere Lebenswelt zutrifft, wie beispielsweise die indirekte Kommunikation statt von Angesicht zu Angesicht, oder die Schönheitsideale, denen viele nacheifern, nicht selten mittels Schönheitsoperationen. Diese Beispiele, auf die sich das Wort „Plastik“ im übertragenen Sinn (nämlich für „künstlich“ stehend) anwenden lässt, haben aber auch einen direkten Plastik-Bezug, da die Tastatur oder das Handygehäuse aus diesem Material ist, ebenso wie die das Schönheitsideal vorgebenden Puppen Ken und Barbie.
In einem Interview mit Deutsche Mugge sprach der Interviewer Flux auf den kommerziellen Erfolg an, der mit Plastik eingesetzt habe, jener verortete den großen Durchbruch jedoch erst in die Zeit der Single Augen auf!. Des Weiteren sagte er zur Zusammenarbeit mit Nina Hagen: „Der Kontakt kam eigentlich sehr einfach zustande. Wir haben diesen Song geschrieben und festgestellt, dass der Song als Duett noch viel geiler wäre. Dann haben wir uns überlegt, wer mit Deros Stimme überhaupt mit deutschem Gesang mithalten kann, und da ist sofort der Name Nina Hagen gefallen. Alle haben dann gesagt: ‚Das wird wahrscheinlich nicht klappen.‘ Unser Verlag war zufällig auch der Verlag von Nina Hagen, […] ich hatte die Nummer von ihrem Haus auf Ibiza, hab die Nummer gewählt und hatte sie sofort am Telefon. Ich war sehr überrascht und mir pocherte das Herz. Sie war aber sehr locker und hat sich über den Anruf gefreut. Sie kannte den Namen ‚Oomph‘ schon und hat gleich gesagt: ‚Finde ich eine super Idee. Schick mir doch mal den Song zu.‘ Wenn er ihr gefällt, hat sie gesagt, macht sie natürlich gerne mit. Tja… und zwei Wochen später waren wir schon im Studio in Köln, und haben den Gesang aufgenommen. Das war alles sehr unkompliziert und für uns ein großes Erlebnis, mit so einer Ikone der deutschen Rock- und Punkmusik zusammen im Studio stehen zu können. Wir haben den Song an zwei Tagen aufgenommen. Das Schöne an Nina ist, dass sie eigentlich alle möglichen Facetten von Gesang anbieten kann… von Operngesang über Rock und Punk bis zu ‚kleines Mädchen‘ oder Zarah Leander hat sie alles drauf. Wir haben den Song damals dann auch in ganz vielen Versionen aufgenommen, um entsprechend auswählen zu können. Wir waren zu dem Zeitpunkt der Aufnahme auch so von ihren stimmlichen Möglichkeiten überwältigt, dass wir erstmal alles sichern wollten.“

## Stil
In Rezensionen sowie Rückschauen wurde die Abkehr von dem Genre Neue Deutsche Härte zu Gunsten eines erwachseneren Synth-Rocks und Elektro-Metals mit Anleihen an Faith No More hervorgehoben im Spektrum der schwarzen Musik. Frank Rummeleit meinte in der Zillo, Oomph! habe „ihr Terrain zwischen den Eckpfeilern Härte, Stille, Melodien und Emotionen abgesteckt“ und fülle „diesen Raum sowohl textlich, gesanglich als auch musikalisch mit pulsierendem Leben“ und offenbare so eine unverwechselbare Individualität, der die Bezeichnung Neue Deutsche Härte nicht gerecht werde. Er würde den Stil eher mit „Emo-Metal-Elektro“ zusammenfassen.
Der Neue-Deutsche-Härte-Experte des Rock Hard, Wolf-Rüdiger Mühlmann, hielt die Diskussion um die korrekte Stilbezeichnung für nebensächlich. Es sei egal, ob man den Begriff „Neue Deutsche Härte“ ablehne und „Electro-Metal“ bevorzuge, das Rasante, Radikale und Rebellische mache sie zu Pionieren und Spitzenreitern auf ihrem Gebiet.
Im Musikexpress wurden die Beschreibungen „teutonischer Industrial-Pop“ und „Elektro-Metal“ verwendet. „Zwischen Gothic und Metal haben es sich die Dunkelknappen mit Streichern und Synthesizern breit gemacht“, meinte der Rolling Stone.

## Titelliste
1. Das weisse Licht – 4:01
2. Kennst du mich? – 4:44
3. Scorn – 4:01
4. Keine Luft mehr – 3:59
5. Hunger – 4:11
6. Nothing Is Real – 4:00
7. Mein Traum – 4:34
8. Always – 3:46
9. Goldenes Herz – 4:30
10. I Come Alive – 4:23
11. Fieber (mit Nina Hagen) – 4:13
12. My Own Private Prison – 4:13
13. Das weisse Licht (Refraction) – 1:56

## Rezeption

### Rezensionen
Der Rezensent des Musikexpress schrieb, es gebe immer noch „Dampframmen-Riffs“ und „bratzelnde Synthies“, nun aber auch ein höheres Maß an Eingängigkeit, woran nichts auszusetzen sei. Er vergab 4 von 6 möglichen Sternen. Das Schwestermagazin Rolling Stone hörte polternde Instrumente zu „einfältigen Refrains“, was lediglich für 2 Sterne reichte.
Wolf-Rüdiger Mühlmann empfand die Klangmodifizierung als subtil, ausgeglichen und eingängig. Die frühere Kälte und Kantigkeit sei dadurch „einer gewissen Wärme, einer organischen, voluminösen Macht gewichen, die gleichermaßen modern wie bodenständig“ klinge. Er vergab 9 von 10 möglichen Punkten. Das redaktionelle Gesamturteil des Rock Hard lag bei 7,8 Punkten, was einen gefestigten 4. Platz in der Neuerscheinungstabelle des Monats November bedeutete.
Im Sonic Seducer erlangte das Album einen Durchschnittswert von 7,3 Punkten (bei demselben Punktsystem wie im Rock Hard) und damit Platz 2 unter allen Neuerscheinungen. Thomas Vogel, der sich mit 8 Punkten einbrachte, befand: „Ein echter Schritt nach vorne für die deutschen Electrometaller. Melodie findet hier den gewissen Einklang mit dosierter Härte.“ Neben weiteren Lobesworten für das Songwriting gab es in den zehn Kurzrezensionen allerdings auch Stimmen, die fehlenden Esprit oder eine angebliche Massenanbiederung bemängelten.
Matthias Mineur schrieb für emp-online: „Es gab Zeiten, da wußte die nationale Presselandschaft nicht einmal, in welche Kategorie sie die Wolfsburger Oomph eingruppieren sollte. Falsche Plattenfirma, falsches Image (Industrial? Metal? Alternative?), und Rammstein gab es damals auch noch nicht. Mittlerweile ist alles anders. Rammstein erklären in etwa jedem 3. Interview, daß Oomph durchaus Pate stand, als seinerzeit intensiv am mittlerweile bewährten Sound gefeilt wurde. Dann offerierte Virgin den VW-Städtern ein lukratives Angebot, und nun haben auch Oomph endgültig zu einem eigenen Sound gefunden. Und der erweist sich auf "Plastik" als weniger harsch und technoid als noch auf den Scheiben zuvor. Leider ist damit auch der metallische Effekt zurückgeschraubt, die Betonung auf Popmusik stärker in den Vordergrund gestellt worden. Das mag für die Radiotauglichkeit des Materials förderlich sein, läßt es aber etwas an Druck und Intensität verlieren. Der an dessen Stelle getretene Zugewinn an Melodien gleicht dieses offensichtliche Manko nur zum Teil aus. Will hier etwa jemand unbedingt die VIVA-Zielgruppe erreichen?“

### Chartplatzierungen
Plastik stieg am 25. Oktober 1999 auf Rang 23 der deutschen Albumcharts ein, was zugleich die beste Platzierung darstellt. Das Album platzierte sich vier Wochen am Stück in den Top 100, letztmals am 15. November 1999. Für Oomph! avancierte das Album nach Unrein (März 1998) zum zweiten Chartalbum der Band in Deutschland und bis dato höchstplatzierten, nachdem der Vorgänger lediglich Rang 37 erreichte. Plastik wurde wiederum vom Nachfolger Ego (Juli 2021) als erfolgreichstes Chartalbum abgelöst. Dieses erreichte Rang 21 und platzierte sich sechs Wochen in den Top 100.
| ChartsChartplatzierungen | Höchstplatzierung | Wochen |
| ------------------------ | ----------------- | ------ |
| Deutschland (GfK)        | 23 (4 Wo.)        | 4      |

## Weblink
- Oomph! – Plastik bei Discogs